# Andrei Tchemerkin
Andrei Ivanovitch Tchemerkin (em russo:  Андрей Иванович Чемеркин; 17 de fevereiro de 1972, em Solnetchnodolsk) é um russo, campeão mundial e olímpico em halterofilismo.
Andrei Tchemerkin definiu oito recordes mundiais — um no arranque, cinco no arremesso e dois no total combinado, na categoria acima de 108 kg (superpesado).
Quadro de recordes
| Data       | Disciplina | Marca    | Lugar      |
| 08.05.1994 | Arranque   | 200,5 kg | Sokolov    |
| 08.05.1994 | Arremesso  | 250 kg   | Sokolov    |
| 08.05.1994 | Total      | 450 kg   | Sokolov    |
| 27.11.1994 | Arremesso  | 252,5 kg | Istambul   |
| 07.05.1995 | Arremesso  | 253,5 kg | Varsóvia   |
| 30.07.1996 | Arremesso  | 260 kg   | Atlanta    |
| 14.12.1997 | Arremesso  | 262,5 kg | Chiang Mai |
| 14.12.1997 | Total      | 462,5 kg | Chiang Mai |

Em 2010 foi eleito para o Weightlifting Hall of Fame.